# Bălgarska Narodna Armija
L'Esercito popolare bulgaro, in bulgaro Българска народна армия (Bălgarska Narodna Armija o BNA), rappresentò l'insieme delle forze armate della Repubblica Popolare di Bulgaria dal 1952 al 1989. Il BNA comprendeva le forze di terra bulgare, le forze aeree e di difesa aerea, la marina militare e le guardie di frontiera.
La Bulgaria fu uno dei firmatari del patto di Varsavia, e insieme alle altre truppe del patto l'Esercito Popolare Bulgaro partecipò all'invasione della Cecoslovacchia nel 1968 per reprimere la "primavera di Praga"; questo rappresentò l'unica esperienza di guerra del BNA durante il resto della sua esistenza. L'Esercito popolare bulgaro si dissolse insieme al regime della Repubblica Popolare di Bulgaria nel 1990 e fu succeduto dalle moderne forze armate bulgare.

## Storia
Membro delle potenze dell'Asse durante le fasi iniziali della seconda guerra mondiale, il Regno di Bulgaria cambiò schieramento nel settembre 1944 all'approssimarsi ai suoi confini delle forze dell'Armata Rossa sovietica: il locale movimento comunista, impegnato da tempo in una guerriglia contro il regime monarchico al potere, scatenò il 9 settembre un colpo di stato con il sostegno di buona parte dell'esercito, assicurandosi in breve tempo il controllo del paese. Forze bulgare appoggiarono poi i sovietici nel corso delle campagne finali contro la Germania nazista in Jugoslavia e Ungheria.

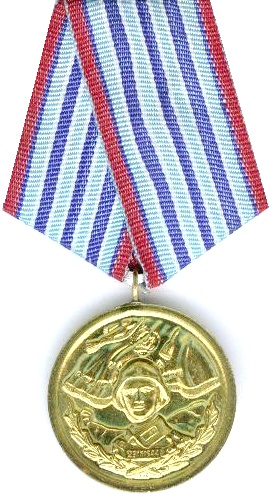
Medaglia per dieci anni di servizio nel BNA

I sovietici sottoposero la Bulgaria a un blando regime di occupazione, mentre il Partito Comunista Bulgaro stringeva sempre di più le redini del potere della nazione. Nel settembre 1946 la monarchia venne formalmente abolita e al suo posto fu proclamata la costituzione della Repubblica Popolare di Bulgaria; le vecchie forze armate regie furono ben presto sottoposte a severe epurazioni degli ufficiali ritenuti non politicamente affidabili, 2.000 dei quali furono congedati dai ranghi. Le forze armate bulgare furono ristrutturate secondo le linee organizzative sovietiche, e nel 1952 assunsero la designazione di "Esercito popolare bulgaro" (Bălgarska Narodna Armija, BNA); il partito dominava le forze armate e le teneva sotto uno stretto controllo: alla fine degli anni 1940 fino al 75% degli effettivi dell'esercito era composto da iscritti al partito o alle sue organizzazioni sussidiarie, non di rado veterani della guerriglia antimonarchica degli anni passati.
La Repubblica Popolare di Bulgaria si caratterizzò ben presto come uno dei più fedeli alleati dell'Unione Sovietica. Tra il 1946 e il 1949 la Bulgaria appoggiò i guerriglieri comunisti dell'Esercito Democratico Greco durante gli eventi della guerra civile greca, e di conseguenza si ebbero diverse schermaglie di frontiera tra truppe greche e bulgare. Nel maggio 1955 la Bulgaria aderì al Patto di Varsavia, iniziando a ricevere discreti quantitativi di armamenti moderni da parte dell'Unione Sovietica; nell'aprile 1965 diversi alti ufficiali del BNA rimasero implicati in un progetto di colpo di stato da parte di esponenti dello stesso Partito comunista bulgaro, di tendenze maoiste e ostili alla linea strettamente filo-sovietica della dirigenza del paese: il complotto fu scoperto prima che potesse approdare a qualcosa e gli ufficiali implicati furono radiati dalle forze armate.
L'unico impiego all'estero del BNA si ebbe nell'ambito del Patto di Varsavia: nella notte tra il 20 e il 21 agosto 1968 si svolse l'invasione della Cecoslovacchia da parte del Patto di Varsavia (nome in codice "operazione Danubio") per soffocare la svolta democratica in corso nel paese (la cosiddetta "primavera di Praga"); un reggimento di fanteria bulgaro, all'epoca schierato in territorio sovietico per svolgere manovre d'addestramento, fu impiegato come contributo simbolico della Bulgaria nel corso dell'operazione, venendo ritirato dopo poche settimane senza essere stato coinvolto in scontri particolari.

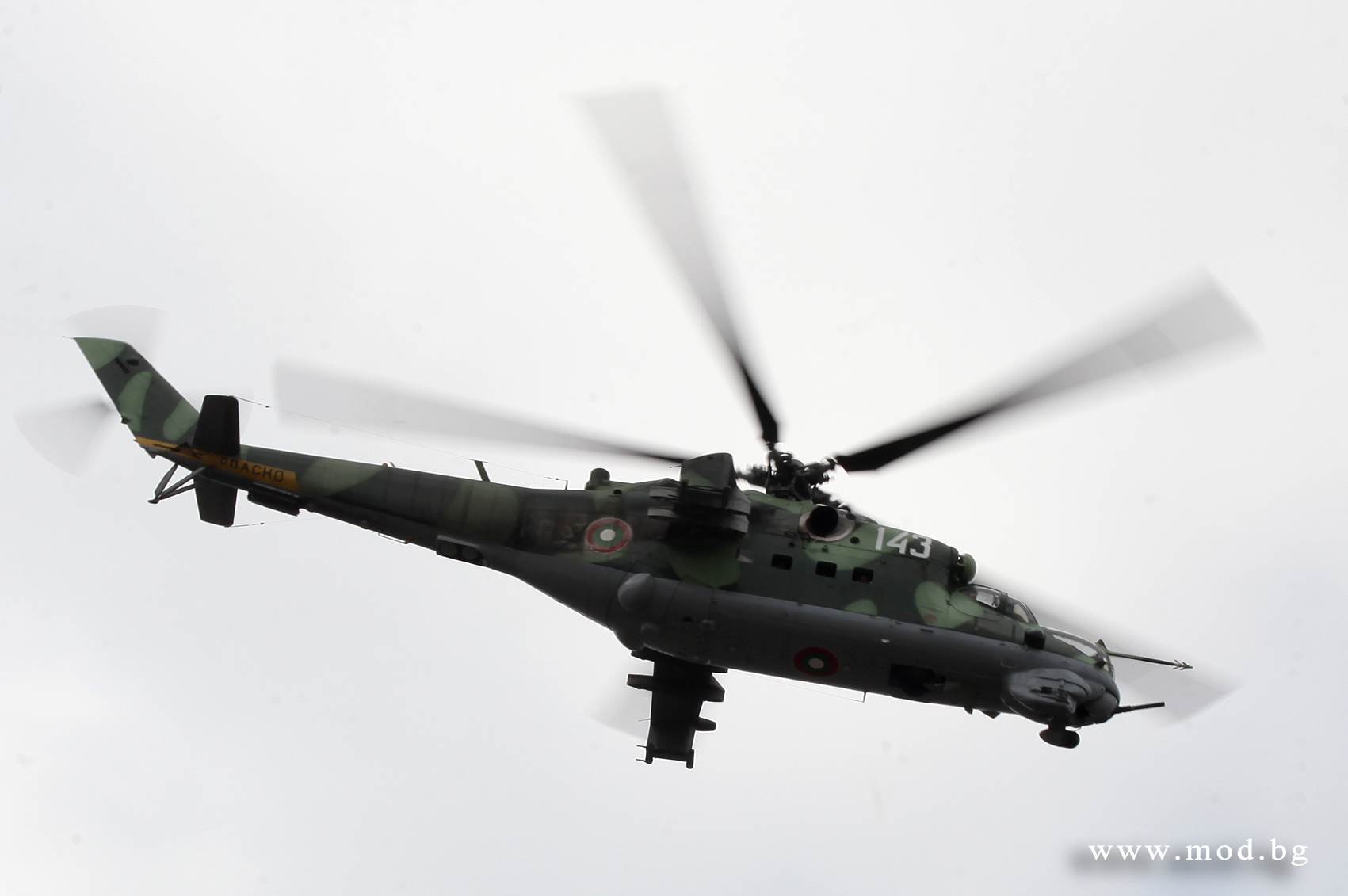
Un elicottero d'attacco Mi-24 con le insegne bulgare

Per quanto i bulgari fossero i più fedeli alleati dei sovietici, la posizione geografica del paese riduceva grandemente il contributo che il BNA poteva dare alle operazioni militari di Mosca. La Bulgaria era isolata dalla stessa Unione Sovietica dalla posizione politica assunta dalla Repubblica Socialista di Romania, che benché ufficialmente membro del Patto di Varsavia manteneva una posizione di forte autonomia, rimanendo fuori dalle strutture militari dell'alleanza e impedendo il transito di qualsiasi reparto militare straniero sul suo territorio. In caso di conflitto dell'Unione Sovietica con la NATO, la Bulgaria sarebbe rimasta ai margini del principale teatro bellico dei sovietici, l'Europa centrale, dovendosi concentrare per lo più nel contenere eventuali operazioni dei membri sud-orientali dell'alleanza atlantica, ovvero Grecia e Turchia. In questo contesto, il BNA fu strutturato principalmente come una forza difensiva; l'unico impiego offensivo previsto per i bulgari sarebbe stato quello di appoggiare un eventuale attacco anfibio e aviotrasportato sovietico agli stretti del Bosforo e dei Dardanelli in Turchia.
Ad ogni modo, il BNA non dovette mai affrontare i suoi supposti nemici. Il regime comunista bulgaro si dissolse pacificamente nel corso delle "Rivoluzioni del 1989", analogamente a quanto avvenne negli altri paesi del Patto di Varsavia: il 10 novembre 1989, il giorno dopo la caduta del muro di Berlino, il leader bulgaro Todor Živkov, ininterrottamente al potere fin dal 1954, fu obbligato alle dimissioni dal suo stesso Politburo, e sotto la pressione delle dimostrazioni di piazza il paese transitò rapidamente a un regime democratico con le prime elezioni libere del giugno 1990. A dispetto dello stretto controllo esercitato dal partito sulle forze armate, il BNA rimase passivo e inerte ad assistere al crollo del regime di Živkov; secondo varie fonti, proprio il mancato appoggio a Živkov da parte dei militari inibì gli altri corpi dell'apparato di sicurezza statale dall'intervenire a difesa del leader e dall'impedire la riforma in senso democratico della nazione. Il nuovo governo si affrettò a depoliticizzare le forze armate, che alla fine del 1990 tornarono alla loro vecchia designazione di "Esercito bulgaro" (Bălgarska Armija)".

## Struttura
Il comando supremo delle forze armate bulgare era esercitato dal presidente del comitato di difesa statale, incarico sempre ricoperto dal segretario generale del Partito comunista bulgaro. L'attività giornaliera in tempo di pace delle forze armate era gestita dal Ministero della difesa nazionale, dicastero detenuto sempre da un generale dell'esercito; il primo vice ministro della difesa ricopriva anche la carica di capo di stato maggiore del BNA, incaricato della pianificazione e del coordinamento delle varie branche delle forze armate. Il BNA stesso si suddivideva in quattro componenti principali: le Forze di terra (Suhopătni vojski na Bălgarija), le Forze aeree e di difesa aerea (Bălgarski Voennovăzdušni sili), la Marina militare (Voennomorski sili na Bălgarija) e le Guardie di frontiera (Granični Vojski)..

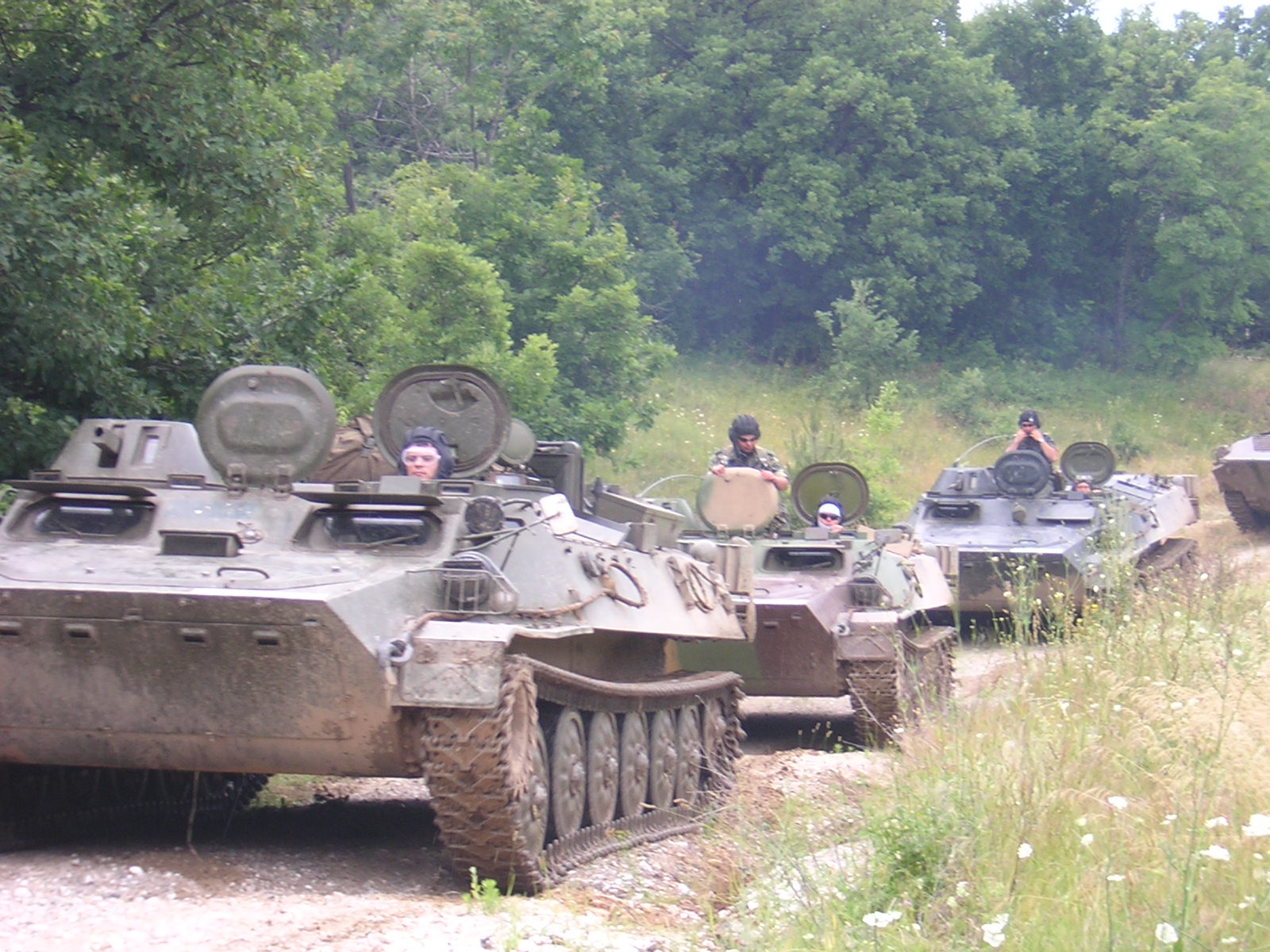
Una colonna di veicoli trasporto truppa MT-LB bulgari durante un'esercitazione

### Forze di terra

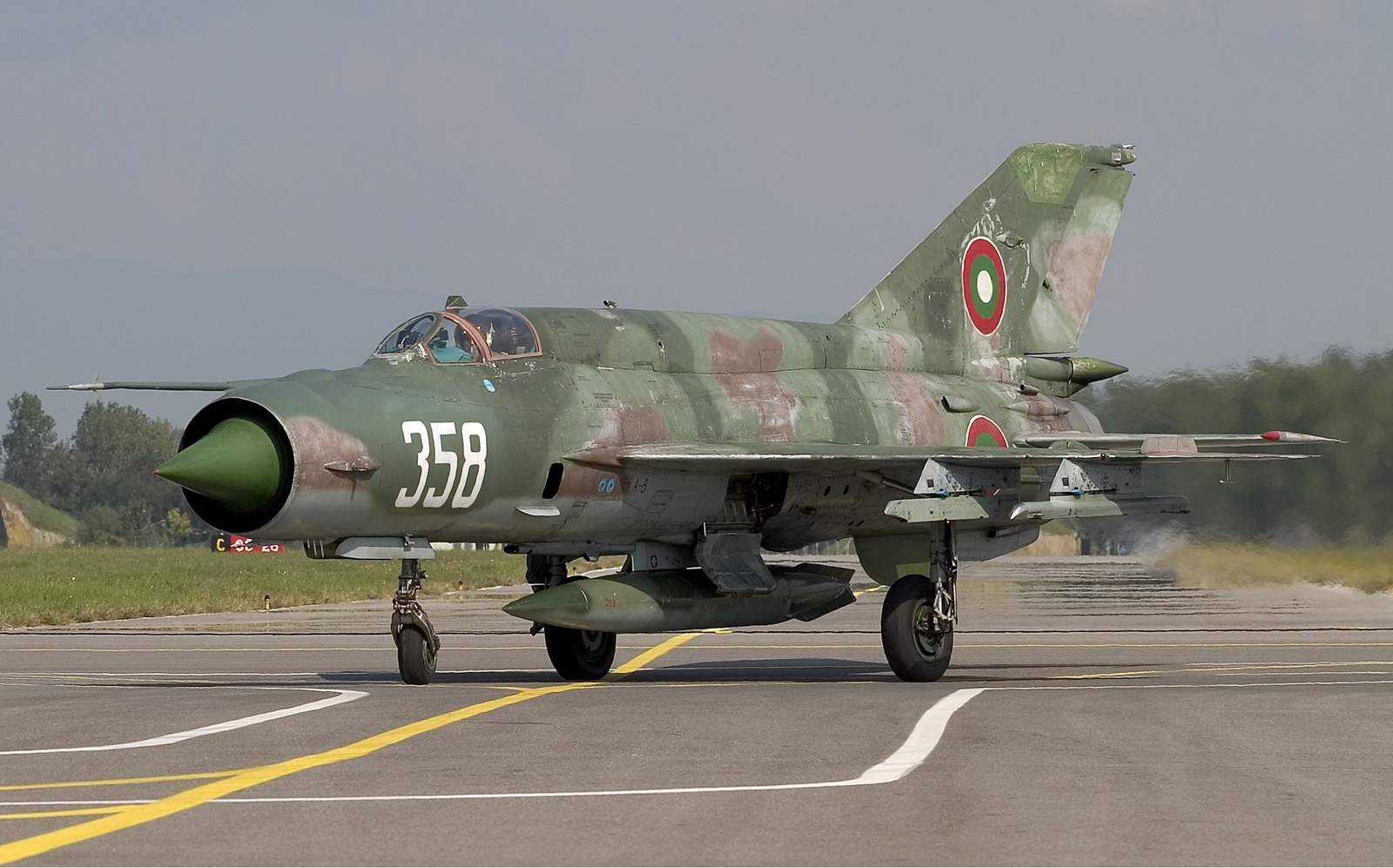
Un caccia MiG-21 con la livrea bulgara

La consistenza delle forze di terra bulgare variò considerevolmente nel corso del tempo, passando da un totale di dodici divisioni di fanteria e due divisioni corazzate nel 1955 a un totale di sei divisioni di fanteria e una corazzata nel 1961, quando fu adottato il sistema divisionario sovietico in vigore all'epoca; le divisioni di fanteria furono poi portate a otto e quelle corazzate a cinque nel corso degli anni 1970, ma le unità corazzate furono più correttamente ridesignate come "brigate" vista la loro ridotta consistenza numerica (pari alla metà di una divisione corazzata sovietica).
Al loro picco negli anni 1980, le forze di terra bulgare si componevano di un totale di 105.000 effettivi in servizio attivo (il secondo più piccolo esercito del Patto di Varsavia dopo quello ungherese), di cui 70.000 coscritti impegnati in un servizio di leva militare obbligatoria della durata di due anni; il personale della riserva militare mobilitabile in caso di guerra ammontava a circa ulteriori 200.000 uomini. Le otto divisioni di fucilieri motorizzate (ovvero fanteria montata su veicoli da trasporto) e le cinque brigate corazzate erano suddivise fra tre distretti militari, che in tempo di guerra avrebbero formato altrettante piccole armate:
- il I Distretto militare/1ª Armata, con comando a Sofia, presidiava le regioni occidentali della Bulgaria e aveva ai suoi ordini la 1ª Divisione fucilieri dell’aereo guardie, la 28ª Divisione fucilieri motorizzata e la 9ª Brigata corazzata, oltre a una brigata di fanteria da montagna;
- il II Distretto militare/2ª Armata, con comando a Plovdiv, presidiava le regioni centrali e aveva ai suoi ordini la 2ª, 17ª e 19ª Divisione fucilieri motorizzata, la 5ª e 11ª Brigata corazzata e un battaglione da ricognizione;
- il III Distretto militare/3ª Armata, con comando a Sliven, presidiava le regioni orientali e la costa sul Mar Nero e aveva ai suoi ordini la 3ª, 7ª e 18ª Divisione fucilieri motorizzata, la 13ª e 24ª Brigata corazzata e un battaglione da ricognizione.

Ciascun distretto militare disponeva anche di una serie di unità di supporto, comprendente una brigata missilistica armata con missili balistici, un reggimento di artiglieria pesante, un reggimento di artiglieria antiaerea, un reggimento del genio militare, un reggimento trasmissioni e varie unità dei servizi a livello di battaglione. Sotto il diretto controllo del Ministero della difesa vi era poi un reggimento di paracadutisti, addestrato a condurre operazioni speciali.

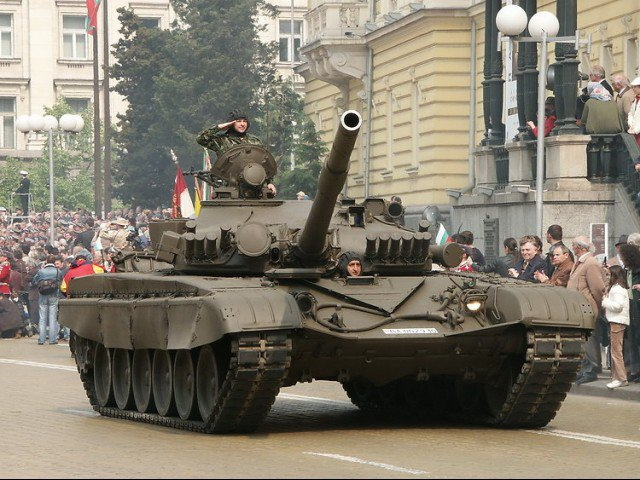
Un carro armato T-72 bulgaro durante una parata

Il BNA era largamente dipendente dai trasferimenti di armamenti pesanti e tecnologie belliche da parte dell'Unione Sovietica, anche se la marginalità della Bulgaria nelle strategie belliche di Mosca fece sì che i materiali ceduti non fossero sempre all'apice dell'avanzamento tecnologico; la stessa industria bellica bulgara era poco sviluppata e capace di produrre solo una frazione degli equipaggiamenti necessari al BNA. I sistemi terrestri comprendevano un ragguardevole ammontare di carri armati, compreso (negli anni 1980) tra i 1.900 e i 2.400 mezzi tutti di origine sovietica di cui però solo 100/300 erano costituiti da moderni T-72, mentre i restanti erano i più arretrati T-54/55 o gli ancor più obsoleti T-34/85. Le unità di fanteria disponevano di circa 2.000 veicoli trasporto truppe blindati, di cui però solo alcune centinaia erano rappresentate da moderni veicoli da combattimento della fanteria tipo BMP-1 (di origine sovietica) o BMP-23 (un mezzo di produzione indigena), mentre i restanti erano mezzi più obsoleti come i BTR-60 o gli MT-LB (sovietici, ma in parte prodotti su licenza in Bulgaria); il quantitativo di veicoli blindati era insufficiente ad equipaggiare interamente le divisioni motorizzate, le quali spesso dovevano accontentarsi di spostarsi a bordo di camion se non a piedi.
Le unità d'artiglieria disponevano di circa 2.500 sistemi campali di grosso calibro, compresi circa 200 lanciarazzi mobili BM-21 e 700 semoventi 2S1; l'artiglieria comprendeva anche 64 lanciatori mobili per razzi FROG e missili balistici SS-1 Scud, oltre a otto lanciatori per più moderni missili balistici OTR-23. Il principale sistema missilistico anticarro in uso era il sovietico Maljutka oltre ad alcuni esemplari dei più moderni Fagot e Konkurs; l'antiaerea si affidava sia a circa 400 pezzi d'artiglieria in calibri compresi tra il 23 mm e il 100 mm, in parte trainati e in parte in versione semovente, che su una cinquantina di sistemi missilistici mobili Krug e Kub.

### Forze aeree e di difesa aerea
Alla fine degli anni 1980 l'aeronautica militare bulgara (la quale controllava anche i reparti antiaerei per la difesa strategica nazionale) schierava circa 22.000 uomini in servizio attivo, al 75% coscritti impegnati in un servizio di leva militare della durata di due anni. I reparti principali comprendevano:
- due divisioni di difesa aeree (la 1ª Divisione con comando a Sofia e la 2ª Divisione con comando a Burgas), ciascuna composta da due reggimenti di caccia intercettori con 18 velivoli per reggimento;
- la 3ª Divisione di difesa aerea, comando amministrativo che radunava i quattro reggimenti di missili antiaerei basati a terra sparpagliati in circa trenta siti in lungo e largo per la nazione;
- il 10º Corpo aereo composito, responsabile del supporto ai reparti dell'esercito e comprendente due reggimenti di cacciabombardieri, un reggimento di caccia intercettori, un reggimento di aerei da ricognizione, due reggimenti di elicotteri d'attacco e tre reggimenti di elicotteri da trasporto e multiruolo, oltre a varie unità di manutenzione, di comunicazioni e radar di supporto.
- l'Alta scuola di aviazione, con due reggimenti di aerei d'addestramento e unità per l'addestramento del personale di supporto.

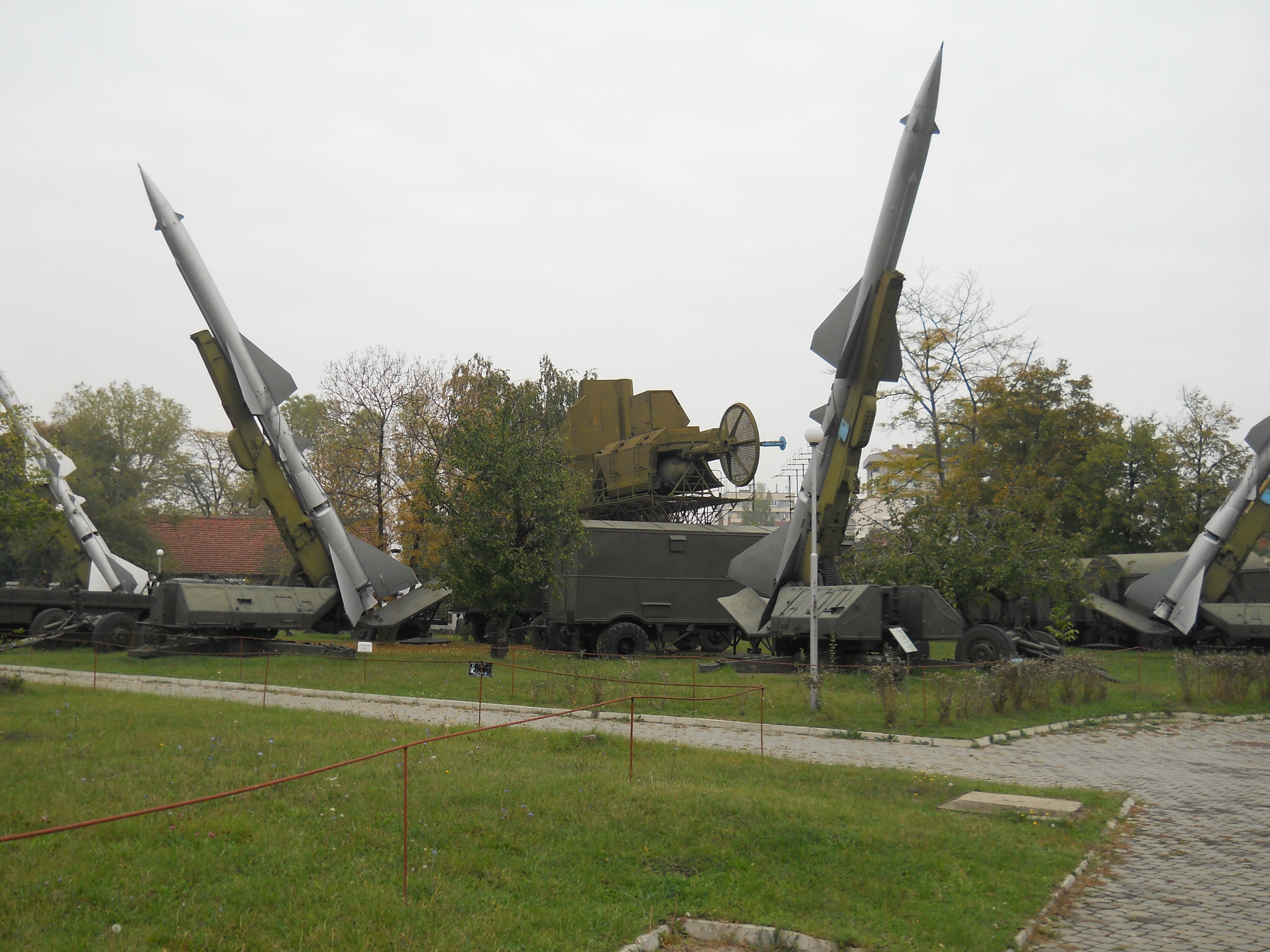
Una batteria di missili antiaerei S-75 in mostra al museo militare di Sofia

Le unità bulgare operavano circa 300 aerei da combattimento, tutti di origine sovietica: erano in dotazione i caccia Mikoyan-Gurevich MiG-21, MiG-23 e MiG-29, i cacciabombardieri Sukhoi Su-22 e Su-25 e le varianti da ricognizione del caccia Mikoyan-Gurevich MiG-25. Le unità ad ala rotante disponevano di circa quaranta elicotteri d'attacco Mil Mi-24 e altrettanti elicotteri da trasporto e multiruolo Mil Mi-2, Mi-8 e Mi-17; le unità di scuola volavano su aerei d'addestramento cecoslovacchi Aero L-29 Delfin e Aero L-39 Albatros oltre che su caccia MiG-15 e MiG-17 ritirati dai servizi di prima linea. Le unità di difesa aerea disponevano di circa 280 sistemi missilistici sovietici a lungo raggio S-75, S-125 ed S-200.

### Marina militare
Alla fine degli anni 1980 la Marina militare bulgara schierava circa 10.000 effettivi, per metà coscritti impegnati in un servizio militare di leva della durata di tre anni. Le unità navali erano suddivise tra la flotta da combattimento dislocata nel Mar Nero, la Flottiglia del Danubio incaricata di pattugliare le rive del grande fiume e un Comando costiero comprendente le unità anfibie e per la guerra di mine; la Marina controllava anche varie unità terrestri, tra cui uno squadrone di aviazione dotato di elicotteri da ricerca e soccorso e per lotta antisommergibili, due reggimenti di artiglieria costiera e tre compagnie di fanteria di marina (anch'esse destinate più che altro alla difesa costiera piuttosto che alle operazioni anfibie). Oltre al quartier generale situato a Varna, la Marina disponeva di basi principali nei porti di Burgas, Sozopol e Balčik.

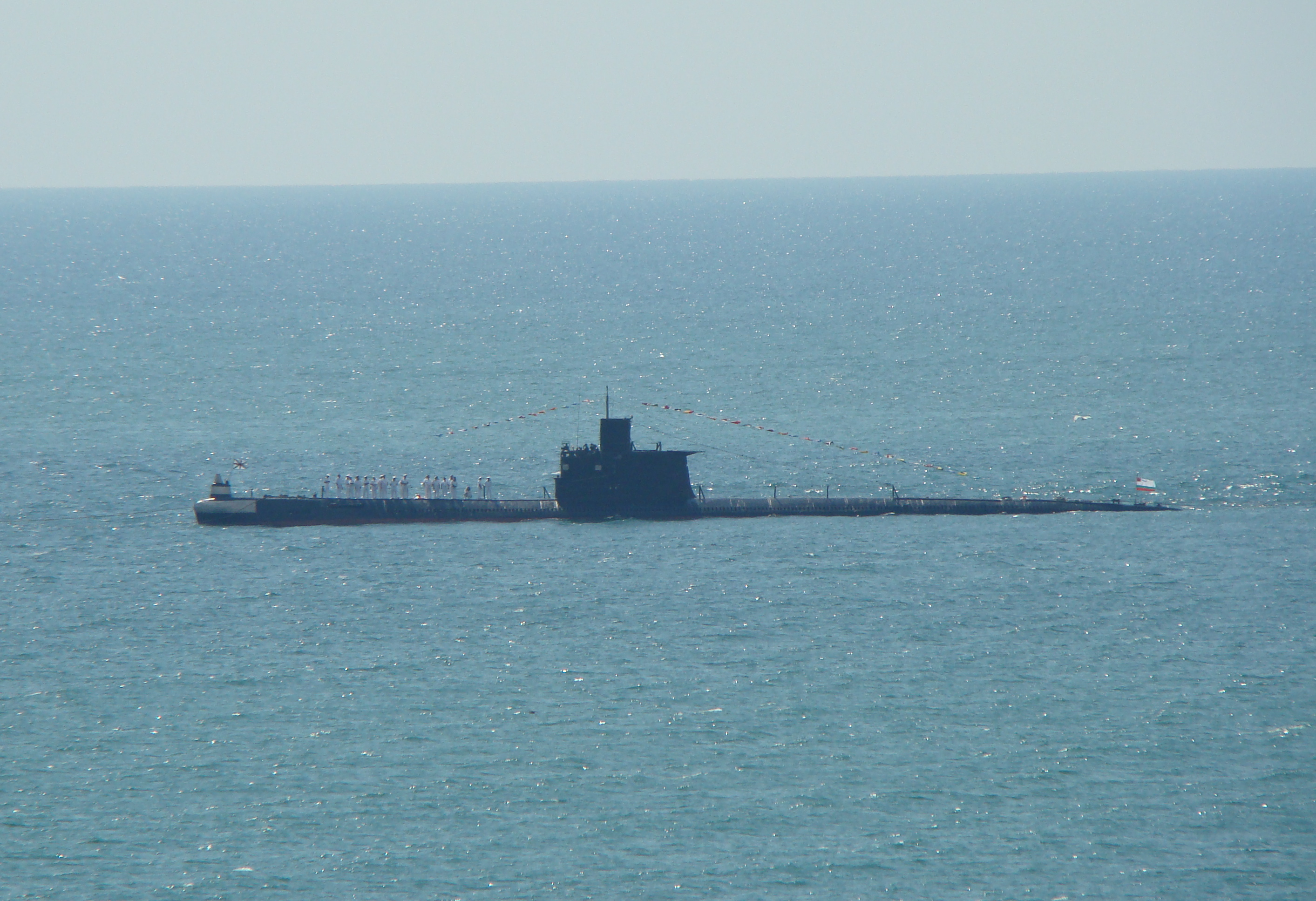
Il sottomarino bulgaro Slava della classe Romeo

Le unità navali erano praticamente tutte di origine sovietica. Le principali navi da combattimento comprendevano quattro sottomarini a propulsione convenzionale classe Romeo, tre fregata classe Riga e una più moderna classe Koni, sei corvette antisommergibili classe Poti, sei motomissilistiche classe Osa e sei motosiluranti classe Shershen; la Flottiglia del Danubio operava con sette pattugliatori classe Zhuk, mentre il Comando costiero operava con una trentina di unità per la guerra di mine (principalmente unità classe Sonya, classe Vanya e classe Yevgenya), due navi da sbarco classe Polnocny e diciannove più piccoli mezzi da sbarco classe Vydra.
Lo squadrone di aviazione di marina operava con elicotteri Mil Mi-14 e Mi-8, mentre le batterie di artiglieria costiera disponevano sia di circa 150 pezzi in calibro 100 e 130 mm, che di alcuni sistemi missilistici antinave P-5 Pjatërka.

### Guardie di frontiera
Il corpo delle Guardie di frontiera era subordinato al Ministero della difesa invece che a quello dell'interno come il resto delle forze di polizia, e dotato di addestramento ed equipaggiamento analogo alle forze terrestri; alla fine degli anni 1980 il corpo disponeva di 15.000 effettivi in servizio di leva militare della durata di due anni, suddivisi in sedici brigate di quattro battaglioni ognuna schierate lungo le frontiere della nazione. Le guardie di frontiera dovevano controllare ogni movimento di merci o persone in una fascia di dodici chilometri dalla linea di confine, impedendo anche con la forza ogni fuga non autorizzata di cittadini bulgari come pure prevenire il contrabbando di beni; in tempo di guerra, le guardie avrebbero offerto la resistenza iniziale a un'invasione nemica per dare modo all'esercito di mobilitarsi.